# Bozeat
Bozeat – wieś w Anglii, w hrabstwie Northamptonshire, w dystrykcie (unitary authority) North Northamptonshire. Leży 17 km na wschód od miasta Northampton i 87 km na północny zachód od Londynu. W 2001 miejscowość liczyła 1941 mieszkańców.